# Tallo
Tallo fou un regne i després sultanat de les illes Cèlebes. Es va fundar a la segona meitat del segle xv quan el regne de Gowa es va repartir entre dos germans. Els regnes de Gowa i Tallo anaven tant coordinats que els europeus l'anomenaven en conjunt com regne de Makassar (del nom de la capital de Gowa). El 22 de setembre de 1605 el karang (rei) de Tallo, I Malingkaan Daeng Notonri, que exercia també com a patih (primer ministre) de Gowa, es va declarar musulmà i va agafar el nom de Sultan Abd Allah Awwal al-Islam; l'estat va passar a ser el sultanat de Tallo. El protectorat neerlandès va quedar establert el 13 de maig de 1668 uns mesos després de la victòria holandesa sobre el sultanat de Gowa. Un seriós conflicte intern va tenir lloc el 1777 i el 2 d'agost de 1780 els holandesos el van ocupar i van posar al tron a una reina i van exercir el control del sultanat. El 1811 el país va passar temporalment a ser protectorat britànic que el 23 de juny de 1814 van restaurar l'autonomia del sultanat; el 1816 fou retornat a Holanda. Els holandesos van suprimir el sultanat el 16 d'abril de 1856 i el seu territori fou annexionat.

## Llista de sultans

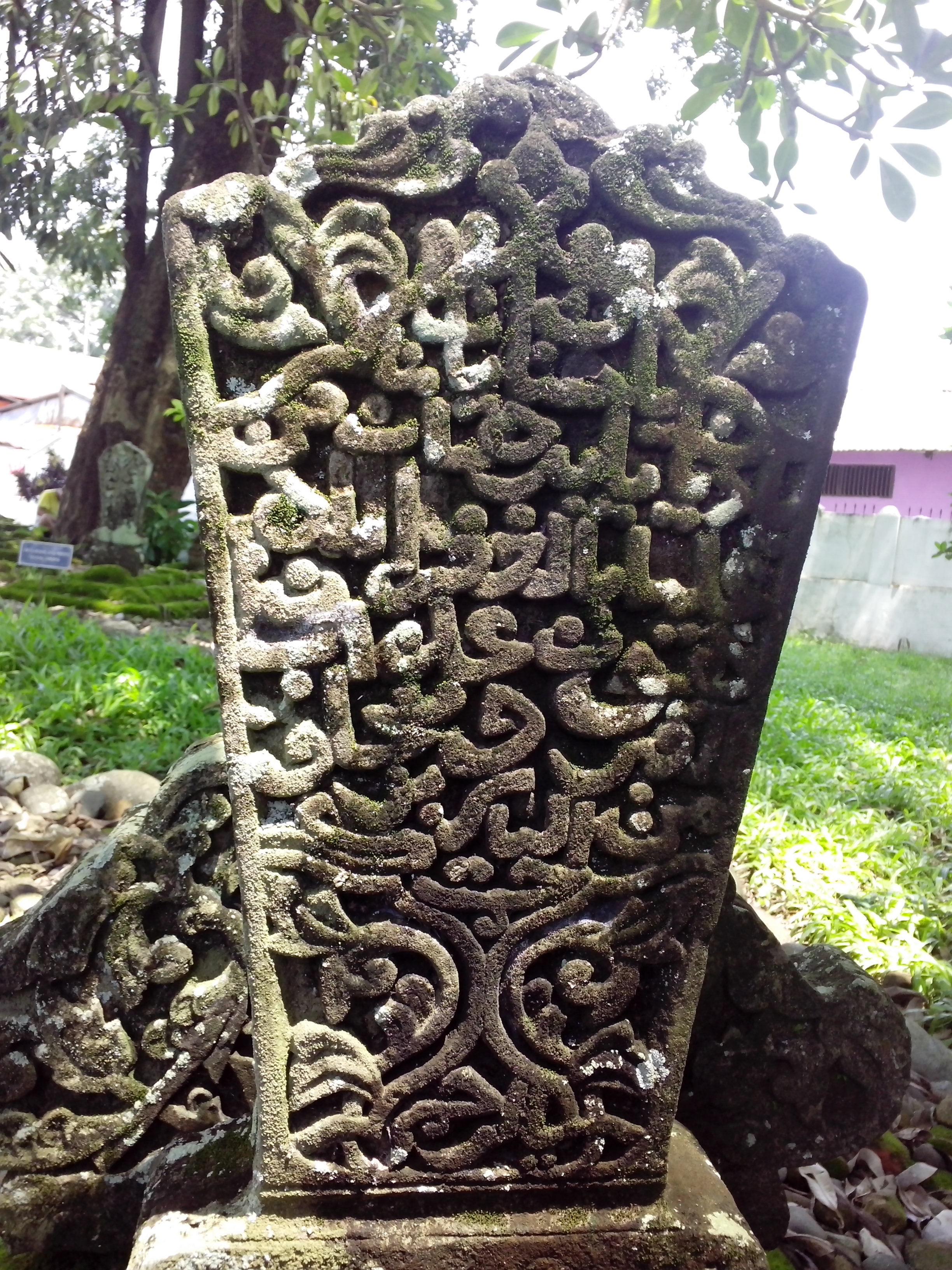
Una de les làpides funeràries en Tallo Reial lloc d'enterrament tallades en escriptura àrab.

- Karaeng Loe o Lowe-ei-Sero segle XV
- Sumanga'rukka Tunilabu-ri-Suriwa ?-1511
- I Mangajowang-berang Tu Nipasaru 1511-1515
- I Mapppatakang Kantana Daeng Padulu (1515-1577)
- I Sambo Karaeng Patingaloan 1577
- Tunijallo 1577-1590
- Tepu-karaeng Daeng Parabung Tunipasulu Karaeng Asulukah 1590-1593
- I Malingkaan Daeng Notonri Karaeng Matoaya Sultan Abd Allah Awwal al-Islam 1593-1636, conegut com a "Tiger Keboka ri Tallo" (El Tigre de Tallo) i abreujat com Abdullah
- Muzaffar 1636-1641
- Harun ar-Raszid 1641-1673 (sota regència 1641-1655)
- Abdul Kadir 1673 - 1709 (nom pòstum Tumenanga-ri-Passiringanna)
- Sirajuddin (nom pòstum Tomamaliang-ri-Gaukana) 1709 - 1714
- Nazimuddin (nom pòstum Tumenanga-ri-Jawaiya) 1714 - 1729
- Sirajuddin (segona vegada) 1729- 1735
- Safiuddin (nom pòstum I-Makkasuma) 1735 - 1760
- Karaeng Sapanang Tu-Timoka 1760 - 1761
- Abdul Kadir II (nom pòstum Tumenanga-ri-Buttana) 1761 - 1767
- Sittie Saleh I (reina) 1767-1777
- Interregne 1777-1780
- Sittie Saleh II (nom pòstum Tumenanga-ri-Kanatojenna), reina 1780-1824
- Abdul Rauf (nom pòstum Tumenanga-ri-Katangka) 1824-1825
- Abdul Kadir Muhammad Aidid (nom pòstum Tumenanga-ri-Kakoa-sangna) 1825
- Abdul Rahman (nom pòstum Tumenanga-ri-Suangga) 1825-1845
- Sittie Aisya (nom pòstum Tumenanga-ri-Bontomanai), reina 1845-1850
- La Makka Daeng Parani 1850-1856